# De Montfort’s Parliament

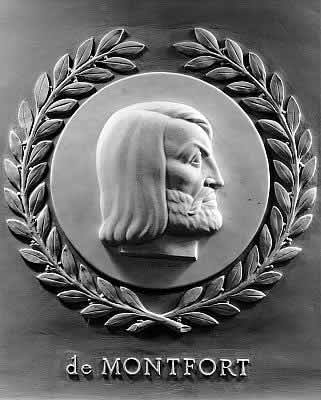
Das Relief Simon de Montforts im US-Repräsentantenhaus

De Montfort’s Parliament, erstes repräsentatives Parlament in England, gilt neben der Magna Charta als wichtigste historische Errungenschaft der frühen Demokratie auf den Britischen Inseln. Benannt nach Earl Simon V. de Montfort, der die Versammlung am 14. Dezember 1264 ausgerufen hatte, kamen die Repräsentanten erstmals am 20. Januar 1265 in der Westminster Hall zusammen. De Montfort’s Parliament gilt als Gründungsinstitution des heutigen House of Commons of the United Kingdom, dem Unterhaus des britischen Parlaments.

## Aufstand von de Montfort im Zweiten Krieg der Barone
Wegen unausgeglichener Kriegsbelastungen rebellierten einige englische Barone, darunter Simon de Montfort, gegen den englischen König Heinrich III. De Montfort, Anführer einer rebellischen Einheit, konnte in diesem Zweiten Krieg der Barone die königlichen Truppen bei der Schlacht von Lewes am 14. Mai 1264 besiegen und den König sowie den Thronfolger Prinz Eduard gefangen nehmen. De Montfort’s Parliament trat vorrangig zusammen, um sich mit der Auslösung des Kronprinzen aus der Gefangenschaft zu befassen.

## Geschichtliche Bedeutung
De Montfort’s Parliament hatte zunächst weder die Anerkennung der Krone noch größere politische Befugnisse, wirtschaftlichen Einfluss oder Haushaltsrechte. Obgleich an heutigen Maßstäben gemessen nicht von einem Parlament gesprochen werden kann, nahm die regelmäßige Versammlung eine entscheidende Rolle in der demokratischen Geschichte Englands ein.
Neben 120 Kirchenmännern und 23 Hochadligen (Earls) waren der niedere Landadel sowie die größeren Städte in der Versammlung repräsentativ vertreten. Die Zusammensetzung erfolgte aus je zwei Rittern aus jeder Grafschaft („Knights of the Shire“) und je zwei Bürgern aus allen Boroughs („Burgesses“). Obgleich schon die Zusammensetzung historische Einmaligkeit erfuhr, nämlich die Teilnahme von Bürgerlichen an einem englischen Parlament, bestand de Montfort zudem energisch darauf, dass die Gesandten nicht ernannt, sondern repräsentativ gewählt werden mussten.

## Weitere Entwicklung
Noch im Jahre 1265 stellte de Montfort seinen selbst formulierten Parlamentsverfassungsentwurf zur Abstimmung. Das neue demokratische Regelwerk über die Parlamentszusammensetzung wurde mit großer Mehrheit verabschiedet. König Heinrich III. lehnte das neue Parlament jedoch ab. Nachdem Kronprinz Eduard aus der Aufsicht der Anhänger Montforts entkommen war, flammte der Bürgerkrieg wieder auf. Am 4. August 1265 kam es zur Schlacht von Evesham, die mit einem entscheidenden Sieg der Anhänger des Königs endete. De Montfort und der Großteil seiner engsten Anhänger wurden in der Schlacht getötet. Um den anhaltenden Widerstand der verbliebenen Rebellen zu beenden, verkündete der König im Oktober 1266 das Dictum of Kenilworth, und 1267 konnten schließlich die letzten Rebellen unterworfen werden.
1275, nach Heinrichs Tod, tolerierte sein Nachfolger Eduard I. eine erneute, nach de Montfort’schem Regelwerk ablaufende Parlamentseinberufung. Eduard bestätigte damit 1275 zunächst de facto und 1295 unter Eid mit dem Model Parliament auch de jure de Montforts Regelwerk. Von nun an waren Bürger fester Bestandteil englischer Parlamente. Nach den Rosenkriegen im 15. Jahrhundert nahmen Selbstbewusstsein und Macht des Parlaments zu; ebenso die Zahl der Mitglieder.